# بارني هولدن
بارني هولدن هو لاعب هوكي الجليد كندي، ولد في 21 مارس 1881 في وينيبيغ في كندا، وتوفي في 27 أكتوبر 1948.

## وصلات خارجية
- بارني هولدن على موقع EliteProspects.com (الإنجليزية)